# Eois leucampyx
Eois leucampyx là một loài bướm đêm trong họ Geometridae.